# Twin City Cyclones
Die Twin City Cyclones waren eine unterklassige US-amerikanisches Eishockeymannschaft, welche zunächst in Florence, South Carolina beheimatet war und schließlich nach Winston-Salem, North Carolina, umzog.

## Geschichte

### Pee Dee Cyclones (2005 bis 2007)
Das Franchise wurde 2005 in Florence, South Carolina gegründet, um als Repräsentant der Pee-Dee-Region unter dem Namen Pee Dee Cyclones am Spielbetrieb der Southern Professional Hockey League teilzunehmen. Ihre Heimspiele trug die Mannschaft zunächst im 7.426 Zuschauer fassenden Florence Civic Center aus. In seiner Premierensaison belegte das team lediglich den sechsten Platz von sieben Mannschaften in der Regulären Saison. Dies bedeutete zwar die Teilnahme an den Play-offs, dort scheiterten die Cyclones allerdings bereits in der ersten Runde an den Knoxville Ice Bears. In der Spielzeit 2006/07 verpasste das Franchise mit dem siebten und letzten Platz die Endrunde. Da kein neuer Vertrag mit dem Civic Center abgeschlossen werden konnte, zog die Mannschaft nach Winston-Salem, North Carolina, um, wo sie als Twin City Cyclones weiterspielte.

### Twin City Cyclones (2007 bis 2009)
In der Twin City zogen die Caclones in die LJVM Coliseum Annex, welche bei Eishockeyspielen 3.500 Zuschauern Platz bietet und bereits in der Saison 2004/05 Heimspielstätte der Winston-Salem Polar Twins in der SPHL gewesen war. Die Saison 2007/08 beendete das Franchise auf dem fünften Platz, scheiterte in den Play-offs allerdings erneut in der ersten Runde. Nachdem die Cyclones in der folgenden Spielzeit lediglich den letzten Platz belegt hatten, entschlossen sich die Teambesitzer am 31. März 2009, die Mannschaft angesichts der internationalen Finanzkrise aufzulösen.

### Platzierungen
| Saison  | Sp | S  | N  | OTN | Tore    | P  | Play-offs      |
| ------- | -- | -- | -- | --- | ------- | -- | -------------- |
| 2005/06 | 56 | 16 | 33 | 7   | 201:307 | 39 | 1. Runde       |
| 2006/07 | 56 | 16 | 32 | 8   | 225:280 | 40 | nicht erreicht |
| 2007/08 | 52 | 23 | 25 | 4   | 185:207 | 50 | 1. Runde       |
| 2008/09 | 60 | 25 | 29 | 6   | 208:236 | 56 | nicht erreicht |

Legende: Sp = Spiele, S = Siege, N = Niederlagen, OTN = Niederlagen nach Verlängerung, P = Punkte